# Kalmah
Kalmah je power/melodic deathmetalová kapela z Pudasjärvi ve Finsku, založená roku 1998. Kvůli zálibě v močálech a bažinách bývají někdy označováni za „swamp metal“. Slovo „kalmah“ je karelského původu a znamená „do záhrobí“ nebo „do hrobu“.

## Historie
Roku 1991 Pekka Kokko a Petri Sankala založili metalovou kapelu Ancestor. Po nahrání dvou demo pásek se připojil Antti Kokko jako sólový kytarista. Roku 1998, po pěti demech, se Ancestor rozpadl. Později toho roku byl založen Kalmah. Nová kapela sestávala z členů: Pekka Kokko (zpěv a kytara), Antti Kokko (sólová kytara), Pasi Hiltula (klávesy), Altti Veteläinen (baskytara) a Petri Sankala (bicí).
Kalmah začali skládat texty pro demo CD, nazvané Svieri Obraza (karelsky Vize Stvůry). S tímto demem získali nahrávací smlouvu se Spinefarm Records a zamířili do Tico-Tico Studios, kde nahráli své debutové album Swamplord (2000).
V listopadu 2001 se vrátili k Tico-Tico Studios, kde nahráli druhé album They Will Return (2002). Tou dobou byli Veteläinen a Sankala nahrazeni Timo Lehtinenem na baskytaru a Janne Kusminem na bicí. Roku 2002 Kalmah hráli živě ve Finsku a na Wacken Open Air. V únoru 2003 nahráli třetí album, Swampsong. Roku 2004 klávesák Pasi Hiltula opustil kapelu a byl nahrazen Marco Sneckem. Kapela vydala alba The Black Waltz (2006) a For the Revolution (2008). Poté se vydali na turné po Kanadě a Finsku na podporu nového alba.
Dne 15. února 2012 nastoupil do kapely nový klávesák Veli-Matti Kananen.

## Alba
Swamplord (2000)
1.	"Evil in You" 		5:08
2.	"Withering Away" 	3:34
3.	"Heritance of Berija" 	4:30
4.	"Black Roija" * 	4:15
5.	"Dance of the Water" 	4:31
6.	"Hades" 		4:25
7.	"Alteration" 		4:42
8.	"Using the Word" 	5:07
- výraz "Roija" znamená plamen, přičemž "černý plamen" je typ alkoholického nápoje.

They Will Return (2002) je druhým studiovým albem Kalmahu. Vydání proběhlo prostřednictvím Spinefarm Records 30. dubna 2002 (producent Ahti Kortelainen).
Skladba "The Blind Leader" se stala známou díky užití kytarových sól, považovaných širokou veřejností za jedno z nejlepších vůbec.
1.	"Hollow Heart" 				4:44
2.	"Swamphell" 				4:52
3.	"Principle Hero" 			4:24
4.	"Human Fates" 				5:50
5.	"They Will Return" 			3:53
6.	"Kill the Idealist" 			5:13
7.	"The Blind Leader" 			4:06
8.	"My Nation" 				5:30
9.	"Skin o' My Teeth" (Megadeth cover)	2:59
Třetí studiové album neslo název Swampsong ("Bažinná píseň")(2003)
1.	"Heroes to Us" 			5:10
2.	"Burbot's Revenge" 			4:23
3.	"Cloned Insanity" 			4:11
4.	"The Third, The Magical" 		5:26
5.	"Bird of Ill Omen" 			4:49
6.	"Doubtful About It All" 		4:45
7.	"Tordah" 				4:03
8.	"Man With Mystery" 			4:48
9.	"Moon of My Nights" 			6:12
10.	"Suodeth" (Japanese Bonus track)	4:48
"Burbot" označuje druh sumcovité ryby.
"Tordah" je výraz pro opilost.
"Suodeth" je kombinace finského výrazu "suo" (bažina) a zkomolenina slova "death" (smrt)
The Black Waltz je čtvrtým albem kapely Kalmah, prvním s novým členem sestavy, klávesákem Marco Sneckem. Toto album obsahuje více thrashových prvků, přičemž thrash metal je často citován bratry Kokkovými jako hlavní zdroj inspirace. Vokálně se kapela posunula od vysokého hrdelního screamingu k hlubokému growlingu až murmuru.
Videoklip pro píseň "The Groan of Wind" zobrazuje členy kapely hrající v jeskyni, prokládané záběry dětí prchajících od svých posedlých příbuzných. Následně jsou zachráněny starcem, Swamplordem (zobrazeným jako Odin), zpodobněným jako na obalu alba.
Album se umístilo mezi třemi nejlepšími melodic death metalovými/Gothenburg metalovými alby roku 2006. Ve finské hitparádě obsadilo 48. pozici.
1.	"Defeat" 			5:32
2.	"Bitter Metallic Side" 	4:27
3.	"Time Takes Us All" 		4:22
4.	"To the Gallows" 		4:40
5.	"Svieri Doroga" 		1:08
6.	"The Black Waltz" 		4:37
7.	"With Terminal Intensity" 	4:56
8.	"Man of the King" 		4:02
9.	"The Groan of Wind" 		5:02
10.	"Mindrust" 			4:06
11.	"One from the Stands" 		4:32
Instrumentální intermezzo "Svieri Doroga" nese název, zkombinovaný z prvního dema Svieri Obraza a skladby na tomto demu "Vezi Doroga".

For The Revolution je pátým studiovým albem. Ve finské hitparádě dosáhlo 17. místa. Album bylo nahráno v Tico Tico studios ve finském Kemi a vydáno 23. dubna 2008.
1.	"For the Revolution" 		5:07
2.	"Dead Man's Shadow" 		5:01
3.	"Holy Symphony of War" 	4:45
4.	"Wings of Blackening" 		5:01
5.	"Ready for Salvation" 		4:27
6.	"Towards the Sky" 		5:09
7.	"Outremer" 			4:40
8.	"Coward" 			5:08
9.	"Like a Slave" 		4:41

### 12 Gauge
12 Gauge je šesté studiové album kapely, vydané 24. února 2010. Album bylo natočeno s více trash metalovými prvky, než jeho předchůdci, přičemž melodie, pro které je kapela známá a „ekologická“ témata, vztahující se k finským močálům zůstala. 12 Gauge bylo nahráváno ve třech obdobích v Tico-Tico Studios ve Finsku po dobu čtyř měsíců. Každý z členů kapely zůstal v kontaktu s fanoušky prostřednictvím deníků z nahrávání na oficiálních stránkách.
Z alba nepochází oficiální singly, ale skladba Bullets Are Blind byla zveřejněna na kompilaci dvou CD v příloze Soundi magazine – vydání k 35. výročí, a byl zveřejněn videoklip k titulní skladbě.
Skladba ve videoklipu byla vůči skladbě na albu rozšířena. Video bylo natáčeno 20. února 2010 v Pudasjärvi ve Finsku, v jednom z nejchladnějších míst země. Ranní teplota, tedy v době, kdy kapela začala natáčet, byla −37 °C, a vzrostla na pouhých −27 °C. Video přeskakuje mezi dvěma vypravěči. První z nich, lovec, si připíná kulovnici kalibru 12 („12 gauge“) na rameno, a sleduje stopy ve sněhu, aby nakonec našel Swamplorda (maskot kapely, zobrazen jako na albech The Black Waltz a For the Revolution). Druzí vypravěči, kapela, teple ošacení v těžkých šatech, sedí okolo ohniště a vaří kotlík neznámého nápoje. Když se každý napije, začnou bláznit. K simulaci účinků nápoje se kamera třese, zaostřuje a rozmazává obraz. Ke konci skladby do sebe Pekka obrátí nápoj, a jako jediný odolá jeho účinku.
01 – Rust Never Sleeps
02 – One of Fail
03 – Bullets Are Blind
04 – Swampwar
05 – Better Not To Tell
06 – Hook the Monster
07 – Godeye
08 – 12 Gauge
09 – Sacramentum

### Seventh Swamphony
Seventh Swamphony ("bažinná symfonie") je sedmým studiovým albem kapely, vydané 17. června 2013. Jde o první album s účastí nového klávesáka Veli-Matti Kananenema. Album bylo opět nahráno v Tico Tico studios.
1.	"Seventh Swamphony" 	5:10
2.	"Deadfall" 			3:51
3.	"Pikemaster" 			5:03
4.	"Hollo" 			7:20
5.	"Windlake Tale" 		4:28
6.	"Wolves on a Throne" 		4:35
7.	"Black Marten's Trace" 	4:45
8.	"The Trapper" 	6:02

### Palo
1.	"Blood Ran Cold" 5:05
2.	"The Evil Kin" 4:15
3.	"The World of Rage" 4:30
4.	"Into the Black Marsh" 4:19
5.	"Take Me Away" 4:48
6.	"Paystreak" 4:55
7.	"Waiting in the Wings" 	4:20
8.	"Through the Shallow Waters" 	4:24
9.	"Erase and Diverge" 4:12
10.	"The Stalker" 5:17